# Râul Palincăria
Râul Palincăria este un curs de apă, afluent al râului Valea Nouă. 

## Hărți
- Harta munții Apuseni